# چینی معیار
چینی معیار یا ماندارین معیار گونهٔ معیار زبان چینی است که بر پایهٔ گویش پکن بنا شده و زبان رسمی جمهوری خلق چین، جمهوری چین (تایوان) و یکی از چهار زبان رسمی سنگاپور است. این زبان یکی از ۶ زبان رسمی سازمان ملل نیز می‌باشد. در محاوره روزمره منظور از ماندارین، زبان چینی معیار است نه زبان ماندرین که خود خانواده‌ای از زبان‌ها را پوشش می‌دهد.
زبان غالب در چین که به هشت گروه زبان اصلی (که به دلایل سیاسی به عنوان لهجه تقسیم‌بندی می‌شوند) تقسیم می‌شود، به عنوان هانیو شناخته می‌شود و به عنوان یک رشته علمی مجزا در چین در نظر گرفته شده و مطالعه می‌شود. هانیو یا زبان هان، هشت گونه اصلی را شامل می‌شود که از نظر ساخت‌شناسی واژگانی و آوایی از یکدیگر به حدی متفاوت هستند که اغلب از نظر متقابل برای گویِشوَران خود غیرقابل درک خواهند بود شبیه زبان انگلیسی و زبان آلمانی یا زبان دانمارکی. زبان‌هایی که بیشتر مورد مطالعه و پشتیبانی دولت قرار گرفته‌اند شامل چینی، مغولی، تبتی، اویغوری و ژوانگ است. چین ۳۰۲ زبان زنده دارد که در اتنولوگ ذکر شده‌است. بر اساس برآوردها در سال ۲۰۱۰ میلادی ۹۵۵ میلیون نفر از جمعیت ۱۳۴۰ میلیون نفری چین به گونه‌های مختلف زبان ماندارین به عنوان زبان اول صحبت می‌کنند که در حدود ۷۱ درصد از جمعیت این کشور می‌باشند.

## نام‌ها
گونهٔ معیار چینی در این زبان دارای نام‌های گوناگونی است:
- 普通话 (چینی سنتی: 普通話; پین‌یین: Pǔtōnghuà; به معنای «گفتار مشترک») در چین و همچنین هنگ کنگ و ماکائو
- 國語 (چینی ساده: 国语; پین‌یین: Guóyǔ; به معنای «زبان ملی») در تایوان، دیگر جاها در میان چینی‌های دور از وطن و در برخی موارد در چین
- 華語 (چینی ساده: 华语; پین‌یین: Huáyǔ; به معنای «زبان چینی») در سنگاپور، مالزی، اندونزی، فیلیپین و سایر مناطق جنوب شرق آسیا و درخی موارد در چین و تایوان;[۳]
- 漢語 (چینی ساده: 汉语; پین‌یین: Hànyǔ; به معنای «زبان مردم هان») در ایالات متحده آمریکا و دیگر جاها در میان چینی‌های دور از وطن و در برخی موارد در چین.

## نقش کنونی

نقشه شرق چین و تایوان؛ همه انواع گونه‌های ماندارین به رنگ قهوه‌ای روشن هستند. پایه چینی معیار گویش پکنی است

از دیدگاه رسمی، چینی معیار یک زبان میانجی و راه برقراری ارتباط بین سخنوران دو گونه متفاوت چینی و همچنین اقلیت‌های قومی در چین است. همین نام پوتونگهوا یا «گفتار مشترک» این ایده را تقویت می‌کند. اما در عمل، به دلیل «عمومی» بودن زبان چینی معیار، سایر گونه‌های چینی و حتی زبان‌های غیرچینی نشانه‌هایی از باختن به چینی معیار را نشان می‌دهند.
در حالی که دولت چین بسیار به ترویج پوتونگهوا در تلویزیون، رادیو و خدمات عمومی مانند اتوبوس برای از بین بردن موانع ارتباطی در این کشور می‌پردازد، به دلیل حضور اقوام مختلف که در حال از دست دادن هویت فرهنگی و گویش بومی خود هستند، این توسعه چالش‌برانگیز شده‌است. در تابستان سال ۲۰۱۰، گزارش‌ها در مورد افزایش استفاده از پوتونگهوا در پخش تلویزیونی محلی در گوانگ‌دونگ باعث شد هزاران شهروند کانتونی‌زبان در خیابان تظاهرات کنند.
هم در سرزمین اصلی چین و هم در تایوان، استفاده از ماندارین به عنوان زبان آموزش در سیستم آموزشی و رسانه‌ها به گسترش آن کمک کرده‌است. در نتیجه، بیشتر مردم در سرزمین اصلی چین و تایوان به زبان ماندارین صحبت می‌کنند، هرچند که این زبان اغلب از نظر تلفظ یا دایره واژگان با گویش معیار متفاوت است. با این حال، وزارت آموزش و پرورش در سال ۲۰۱۴ تخمین زده‌است که فقط حدود ۷۰٪ از مردم چین تا حدی به ماندارین معیار سخن می‌گویند و فقط یک دهم از این افراد می‌توانند به آن «روان و رسا» صحبت کنند. همچنین ۲۰ درصد اختلاف نفوذ بین مناطق شرقی و غربی چین و ۵۰ درصد تفاوت بین مناطق شهری و روستایی وجود دارد. علاوه بر این، هنوز ۴۰۰ میلیون چینی وجود دارند که فقط قادر به شنیدن و درک زبان ماندارین هستند و قادر به صحبت کردن آن نیستند. بنابراین، در برنامه پنج ساله سیزدهم چین، هدف کلی افزایش میزان نفوذ به بیش از ۸۰٪ تا سال ۲۰۲۰ است.
سرزمین اصلی چین و تایوان در اکثر زمینه‌های رسمی از ماندارین معیار استفاده می‌کنند. جمهوری خلق چین به‌طور خاص مشتاق است که ماندارین را عنوان یک زبان بین‌المللی معرفی کند و در این زمینه قانونی را به تصویب رسانده‌است (قانون ملی زبان و نوشتار مشترک) که می‌گوید دولت باید «ماندارین معیار» را «تبلیغ» کند. قصد صریح و رسمی وجود ندارد که چینی معیار جایگزین گونه‌های محلی شود، اما دولت‌های محلی قوانینی (مانند قوانین ملی زبان گوانگ‌دونگ) وضع کرده‌اند که قانون ملی زبان و نوشتار مشترک را از طریق اقدامات اجباری برای کنترل استفاده عمومی از گونه‌های زبانی محلی و نویسه‌های سنتی را «پیاده‌سازی» می‌کند. برخی از گویشوران سالخورده یا روستایی چینی، عملا چینی معیار را روان نمی‌دانند، هرچند بیشتر آن‌ها قادر به درک آن هستند. گرچه ساکنان شهرها و نسل‌های جوان، که تحصیلات خود را با ماندارین معیار آموزش دیده‌اند، تقریباً همه به میزانی به چینی معیار تسلط دارند و برخی از آن‌ها تا حدی قادر به صحبت با گویش محلی خود نیستند.

## دستور زبان
چینی بیشتر به عنوان یک زبان «تک‌هجایی» توصیف می‌شود که تا حدودی درست است. در واقع چینی کلاسیک و چینی میانه تک‌هجایی هستند. برای نمونه، در چینی کلاسیک، شاید ۹۰٪ کلمات با یک هجا و یک نویسه یکسان مطابقت دارند. در گونه‌های نوین چینی، معمولاً اینگونه است که یک تکواژ یک هجا است. فارسی در مقابل، واژگان چندهجایی فراوانی دارد، مانند «گربه»، «بالا»، «شیرین» و «نمایشگاه».
برخی از گونه‌های محافظه‌کار امروزی چینی جنوبی، به ویژه در میان واژگان پایه‌ای، بیشتر دارای کلمات تک‌هجایی هستند. با این حال، در زبان ماندارین نوین، بیشتر اسم‌ها، صفت‌ها و فعل‌ها عمدتاً چندهجایی هستند. دلیل اصلی این وضعیت دستوری‌شدگی است و تغییر صوتی نیز با گذر زمان باعث کاهش تعداد هجاهای موجود شده‌است. اکنون در ماندارین نوین، با وجود تفاوت‌های آوایی، فقط وجود حدود ۱۲۰۰ هجا ممکن است؛ در حالی که در ویتنامی حدود ۵٬۰۰۰ (هنوز هم بیشتر زبانی تک‌هجایی است) و در انگلیسی بیش از ۸٬۰۰۰ هجا وجود دارد.
در دستور زبان چینی صرف فعل وجود ندارد و هر فعل فقط یک شکل دارد. به عبارت دیگر شکل فعل بدون توجه به اسم یا ضمیر به همان صورت باقی می‌ماند. زمان فعل نیز با افزودن نویسه نشان داده می‌شود. همچنین هیچ شکل جمعی برای اسم‌ها و ضمایر وجود ندارد و برای جمع بستن اسم‌های مفرد، فقط نویسه‌های خاصی را باید افزود. روش ساخت صفت برتر یا برترین در زبان چینی نیز مانند فارسی نیست و با افزودن نویسه به صفت اصلی منتقل می‌شود. برای نمونه 小的 به معنای کوچک است و 较小的 به معنای کوچک‌تر.
ترتیب قرار گرفتن واژگان در جمله همانند زبان انگلیسی به صورت نهاد-فعل-مفعول است. صفت، عبارت قیدی و متمم دیگر عناصری هستند که همراه با اسم و فعل در جمله می‌آیند. عبارت قیدی پیش از فعل یا در بعضی موارد در ابتدای جمله و متمم نیز به دنبال یک عبارت فعلی یا صفت می‌آید.
چینی همچنین یک سامانه گسترده رابط شماری و واژگان اندازه‌گیری دارد. ضمیراندازی و نهاداندازی مرتبط با آن و ساختار پیاپی فعلی از دیگر ویژگی‌های قابل توجه چینی هستند.

## واج‌شناسی
چینی معیار زبانی نواخت‌بر است و هر هجا در این زبان (chang, chung, bei, ba, lai و…) در ۴ نواخت و تعدادی از هجاها نیز به صورت استثنائی در ۵ نواخت تلفّظ می‌شوند.
- در نواخت اوّل هجا به صورت یکنواخت و کشیده تلفظ می‌شود.
- در نواخت دوّم، در هنگام تلفّظ هجا صدای فرد به صورت تدریجی به سمت بالا می‌رود.
- در نواخت سوّم صدای فرد ابتدا به سمت پایین سقوط می‌کند و سپس به سمت بالا اوج می‌گیرد.
- در نواخت چهارم هجا به صورت دفعی و ضربتی تلفّظ می‌شود.
- تلفّظ پنجم هم که به صورت استثنائی در برخی هجاها وجود دارد فاقد نواخت است و هجا به صورت معمولی بیان می‌شود.

### مثال از نواخت‌ها
به عنوان مثال هجای ma در نواخت اوّل معنی مادر را می‌دهد و بدین شکل نوشته می‌شود:(媽/妈). در نواخت دوّم معنای کَنَف را می‌دهد و بدین شکل نوشته می‌شود:(麻). در نواخت سوّم معنی اسب را می‌دهد و بدین شکل نوشته می‌شود:(馬/马). در نواخت چهارم معنای توامان سرزنش کردن و توهین کردن را می‌دهد و بدین شکل نوشته می‌شود:(罵/骂). در نواخت پنجم به عنوان جزء پایانی جمله سؤالی بکار می‌رود و جمله را سؤالی می‌کند و بدین شکل نوشته می‌شود:(嗎/吗).
| نماد  | پین‌یین | نوع           | معنی         |
| ----- | ------ | ------------- | ------------ |
| 妈/媽 | mā     | سطح بالا      | «مادر»       |
| 麻    | má     | خیز بالا      | «کنف»        |
| 马/馬 | mǎ     | افت-خیز پایین | «اسب»        |
| 骂/罵 | mà     | خیز بالا      | «سرزنش کردن» |
| 吗/嗎 | ma     | خنثی          | جزء پرسشی    |

## نوشتار
در زبان چینی نوشتار به دو صورت است:
1. چینی سنتی یا کلاسیک
2. چینی ساده‌شده

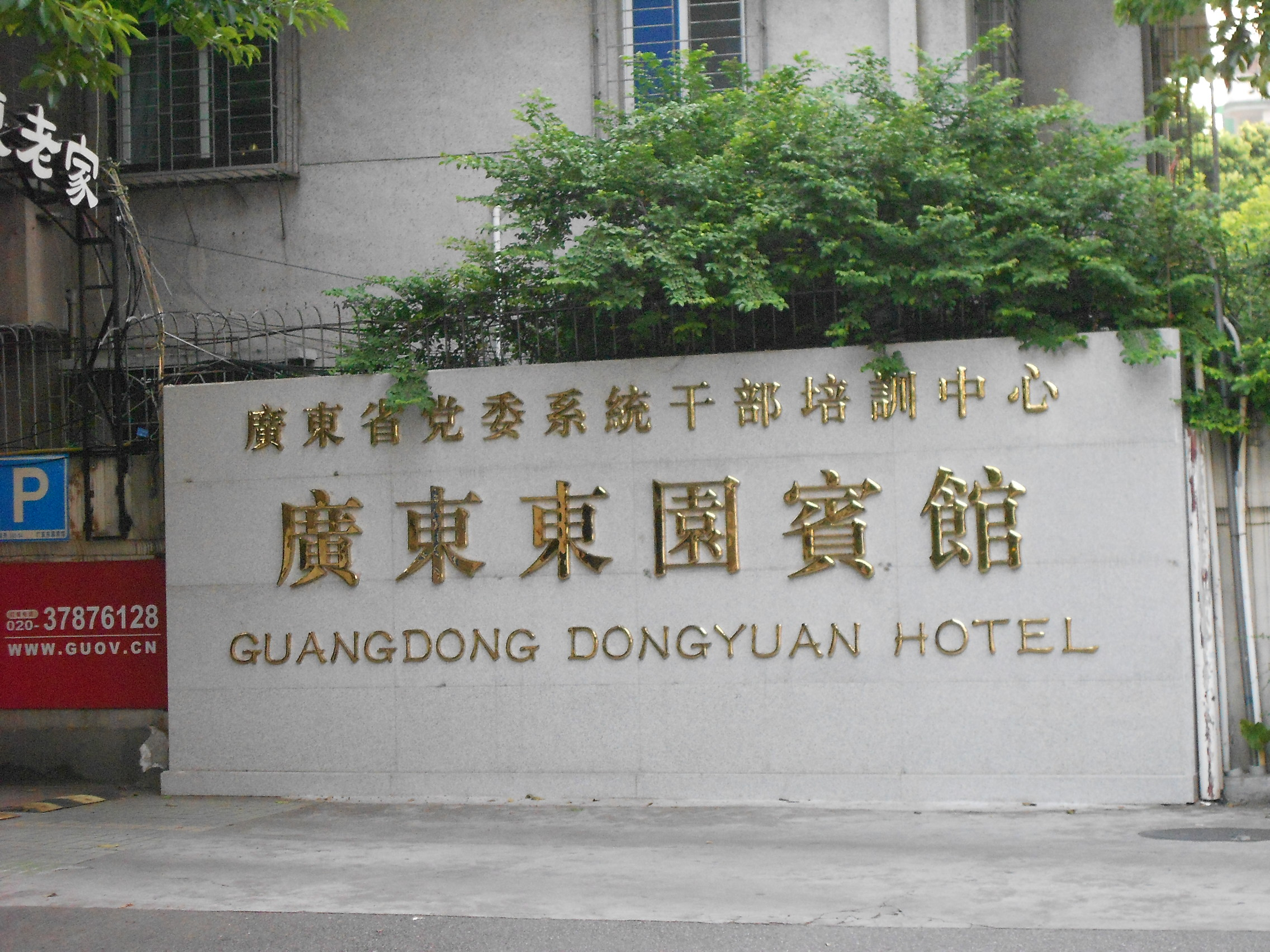
نویسه‌های چینی

چینی سنتی خط اصیل زبان چینی می‌باشد که برای نخستین بار در زمان حکمرانی امپراتوری هان در چین پدیدار گشت و از آن زمان برای نگارش زبان چینی به کار می‌رفته‌است و اکنون در کشورهای جمهوری چین (تایوان)، هنگ کنگ، ماکائو و چینی‌های مقیم ایالات متّحده و غرب رایج است. چینی ساده‌شده در واقع ساده‌شده همان خط سنّتی است که در جمهوری خلق چین و سنگاپور رایج است. این خط به دستور مائو تسه‌تونگ مؤسّس جمهوری خلق چین از ساده کردن خط سنّتی به دست آمده‌است.
تعداد نویسه‌های این زبان که در چینی به آن‌ها خَنزی (汉字) به‌طور سنّتی بالغ بر ۷۰٬۰۰۰ تا ۸۰٬۰۰۰ عدد می‌باشد که البته امروزه همگی آن‌ها (جز برای کاربردهای ادبی و مطالعاتی) منسوخ شده‌اند و در حال حاضر یک چینی یا یک خارجی که می‌خواهد چینی بیاموزد، برای آنکه بتواند بگوید سواد کامل دارد باید تنها حدود ۱۰٬۰۰۰ کاراکتر را بخواند و بنویسد. امروزه برای آوانویسی یا لاتین‌نویسی این زبان از سیستمی مبتنی بر الفبای لاتین به نام پین‌یین استفاده می‌شود.

## به عنوان یک زبان خارجی
با توجه به اهمیت و نفوذ روزافزون اقتصاد چین در سطح جهان، آموزش چینی معیار در مدارس ایالات متحده در حال رایج شدن است و این زبان به‌طور فزاینده ای درحال انتخاب شدن به عنوان رشته تحصیلی در بین جوانان در جهان غرب، مانند بریتانیا است. برای مثال در سال ۱۹۹۱ تعداد ۲٬۰۰۰ زبان آموز خارجی در آزمون رسمی مهارت‌سنجی چینی چین (که با نام HSK نیز شناخته می‌شود) شرکت کردند در حالی که در سال ۲۰۰۵، تعداد متقاضیان به شدت افزایش یافته و به ۱۱۷٬۶۶۰ رسید.